# Космічний латте
Космічний лате — це середній колір галактик Всесвіту, як його сприймає Земля, визначений командою астрономів з Університету Джона Гопкінса (JHU). У 2002 році Карл Глейзбрук та Іван Болдрі визначили, що середній колір Всесвіту — зеленувато-білий, але незабаром вони скоригували свій аналіз у статті 2003 року, в якій повідомили, що їхнє дослідження світла від понад 200 000 галактик в середньому має трохи бежево-білий колір. Шістнадцяткове триплетне значення для космічного лате — #FFF8E7.

## Як «відкрили» колір
Дослідження не було спрямоване на визначення середнього кольору Всесвіту. Скоріше, в дослідженні розглядався спектральний аналіз різних галактик для вивчення зореутворення. Як і лінії Фраунгофера, темні лінії, що відображаються в спектральних діапазонах дослідження, показують старіші та молодші зорі і дозволяють Глейзбруку та Болдрі визначати вік різних галактик та зоряних систем. Дослідження показало, що переважна більшість зір утворилася близько 5 мільярдів років тому. Оскільки в минулому ці зорі мали бути «яскравішими», колір Всесвіту з часом змінюється, переходячи від блакитного до червоного, коли більш блакитні зорі змінюються на жовті і, зрештою, на червоних гігантів.
По мірі того, як світло від далеких галактик досягає Землі, середній «колір Всесвіту» (як його видно з Землі) наближається до чистого білого, завдяки світлу, що надходило від зір, коли вони були набагато молодшими і блакитнішими.

## Як називали колір
Виправлений колір був спочатку опублікований на сайті новин Університету Джона Гопкінса (JHU) і оновлений після першого оголошення команди. Кілька новинних агентств, включаючи NPR і BBC, відобразили колір у своїх сюжетах, а деякі передали прохання Глейзбрука в оголошенні про те, що він просить запропонувати назви, жартома додавши, що всі назви вітаються, якщо вони не «бежеві».